# 第二宇高丸
第二宇高丸（だいにうこうまる）は、鉄道省（後の日本国有鉄道）宇高航路に在籍した自航式の貨車航送船。

## 概要
宇高航路では1927年（昭和2年）末頃には野菜や果実の滞貨が生じ、輸送方式改善が要望されるようになった。また、従来の渡艀による貨車航送には腐食や損傷がひどく多額の修理費がかかること、風雨に弱く欠航が多いといった問題があり、その抜本的改善のために自航船が建造された。それが「第一宇高丸」であり、次いで土讃線と高徳線の開通に備えて建造されたのが「第二宇高丸」である。。
「第二宇高丸」は「第一宇高丸」とほぼ同型で、曳航式と自航式併用の欠点が改善されている。「第一宇高丸」との外観の違いは、ブリッジの形状である。

## 船歴
大阪鉄工所桜島工場で建造され、1933年（昭和8年）11月25日に起工。1934年（昭和9年）3月27日に進水し、同年7月6日に竣工。7月12日に就航した。
1942年（昭和17年）4月4日、俎石灯標の南東約1000mで「第一宇高丸」と衝突。1943年（昭和18年）4月6日、直島水道難点で座礁。自力で離礁し、損傷はなかった。1944年（昭和19年）11月11日、中ノ瀬浮標南東約300mで「紀ノ川丸」（873トン）と衝突。
太平洋戦争終戦直後、復員軍人などの輸送に対応するため「第一宇高丸」と「第二宇高丸」も旅客輸送に投入され、車両甲板に旅客を乗せて輸送した。戦後はGHQの日本商船管理局（en:Shipping Control Authority for the Japanese Merchant Marine, SCAJAP）によりSCAJAP-U025の管理番号が付与された。
1947年（昭和22年）2月25日、推進機が故障し航行不能となった。同年10月14日、「第二宇高丸」は中ノ瀬浮標付近で「第三関門丸」と衝突し沈没。10月22日に引き揚げられた。
1950年（昭和25年）2月10日、「第二宇高丸」は乗り揚げ事故を起こした。「第二宇高丸」は貨車10両を積んで同日1時20分に高松港を出港し、宇野港へ向かった。霧が出る中北進中に濃霧となったため船長は仮泊しようと舵を左に切らしたものの、先の灯標が見えたように感じたことから進めるかもと思い回頭を続行。その後、結局進むのを断念した船長は針路を南30度東に向けようとしたが、北30度を向いているところですでに南を向いたものと勘違いし、そこで針路保持を令した。そのまま間違いに気づくことなく進んだ結果、「第二宇高丸」は2時20分に直島串山鼻に乗り揚げた。船長は海難審判で航海士免状一か月停止となった。
1954年（昭和29年）4月22日、「第二宇高丸」は「瀬戸丸」と衝突した。その日の0時31分、「第二宇高丸」は貨車11両を積んで宇野港を出港した。一方、「瀬戸丸」は同0時32分に宇野給水所桟橋を出港。同船は「第二宇高丸」に気づかず、漁船を避けようとした際に「第二宇高丸」に衝突して水船となった。
1961年（昭和36年）4月24日、高松港西防波堤に係船。1962年（昭和37年）12月13日、鹿児島県西桜島村（当時）の武氏に1361万5千円で売却された。
1963年（昭和38年）12月25日、西桜島村が「第二宇高丸」を購入し、「第二櫻島丸」に船名を変更する。